# Хребет Чернышёва
Хребе́т Чернышёва — горный хребет в Амурской области России, на стыке горных систем Забайкалья и Приамурья. Западное звено цепи Тукурингра — Джагды.
Протяжённость хребта составляет 120 км. Высшая точка — гора Лукинда (1572 м). Хребет разделяет долины рек Нюкжа (бассейн Олёкмы), Ольдой и Тында (бассейн Амура). Сложен преимущественно гранитами и кристаллическими сланцами. Гребни имеют уплощённые и валообразные формы. Преобладает горная тайга; выше по склонам — заросли кедрового стланика.
Хребет получил название в честь выдающегося русского геолога Феодосия Николаевича Чернышёва.